# Aberystwythská univerzita

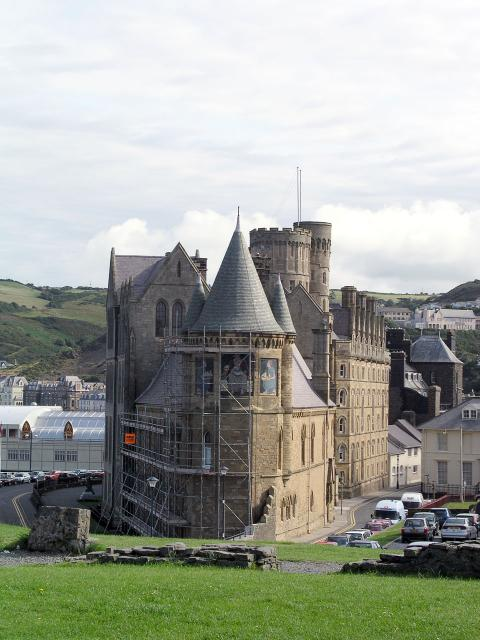
Aberystwythská univerzita

Aberystwythská univerzita (velšsky Prifysgol Aberystwyth; anglicky Aberystwyth University) je veřejná univerzita sídlící ve městě Aberystwyth na západě Walesu. Univerzita byla otevřena v roce 1872 a jejím ředitelem byl Thomas Charles Edwards. Původně se jmenovala University College Wales, Aberystwyth a od roku 1894 pak University College of Wales, Aberystwyth. Tento název používala až do devadesátých let dvacátého století, kdy se změnil na University of Wales, Aberystwyth. Od roku 2007 je nezávislá, není součástí University of Wales. Na této univerzitě byla založena první fakulta mezinárodních vztahů na světě.[zdroj?]